# Arrondissement di Quimper
L'arrondissement di Quimper è un arrondissement dipartimentale della Francia situato nel dipartimento del Finistère, nella regione della Bretagna.

## Composizione
L'arrondissement è composto da 82 comuni raggruppati in 17 cantoni.

### Cantoni
- cantone di Arzano
- cantone di Bannalec
- cantone di Briec
- cantone di Concarneau
- cantone di Douarnenez
- cantone di Fouesnant
- cantone di Guilvinec
- cantone di Plogastel-Saint-Germain
- cantone di Pont-Aven
- cantone di Pont-Croix
- cantone di Pont-l'Abbé
- cantone di Quimper-1
- cantone di Quimper-2
- cantone di Quimper-3
- cantone di Quimperlé
- cantone di Rosporden
- cantone di Scaër

### Comuni
| 1. Arzano (29002)                   | 2. Audierne (29003)          | 3. Bannalec (29004)            | 4. Baye (29005)                  |
| 5. Beuzec-Cap-Sizun (29008)         | 6. Briec (29020)             | 7. Bénodet (29006)             | 8. Clohars-Carnoët (29031)       |
| 9. Clohars-Fouesnant (29032)        | 10. Cléden-Cap-Sizun (29028) | 11. Combrit (29037)            | 12. Concarneau (29039)           |
| 13. Confort-Meilars (29145)         | 14. Douarnenez (29046)       | 15. Edern (29048)              | 16. Elliant (29049)              |
| 17. Ergué-Gabéric (29051)           | 18. Esquibien (29052)        | 19. Fouesnant (29058)          | 20. Gouesnach (29060)            |
| 21. Goulien (29063)                 | 22. Gourlizon (29065)        | 23. Guengat (29066)            | 24. Guiler-sur-Goyen (29070)     |
| 25. Guilligomarc'h (29071)          | 26. Guilvinec (29072)        | 27. La Forêt-Fouesnant (29057) | 28. Landrévarzec (29106)         |
| 29. Landudal (29107)                | 30. Landudec (29108)         | 31. Langolen (29110)           | 32. Le Juch (29087)              |
| 33. Le Trévoux (29300)              | 34. Loctudy (29135)          | 35. Locunolé (29136)           | 36. Mahalon (29143)              |
| 37. Melgven (29146)                 | 38. Mellac (29147)           | 39. Moëlan-sur-Mer (29150)     | 40. Névez (29153)                |
| 41. Penmarch (29158)                | 42. Peumérit (29159)         | 43. Pleuven (29161)            | 44. Plobannalec-Lesconil (29165) |
| 45. Plogastel-Saint-Germain (29167) | 46. Plogoff (29168)          | 47. Plogonnec (29169)          | 48. Plomelin (29170)             |
| 49. Plomeur (29171)                 | 50. Plonéis (29173)          | 51. Plonéour-Lanvern (29174)   | 52. Plouhinec (29197)            |
| 53. Plovan (29214)                  | 54. Plozévet (29215)         | 55. Pluguffan (29216)          | 56. Pont-Aven (29217)            |
| 57. Pont-Croix (29218)              | 58. Pont-l'Abbé (29220)      | 59. Pouldergat (29224)         | 60. Pouldreuzic (29225)          |
| 61. Poullan-sur-Mer (29226)         | 62. Primelin (29228)         | 63. Querrien (29230)           | 64. Quimper (29232)              |
| 65. Quimperlé (29233)               | 66. Riec-sur-Bélon (29236)   | 67. Rosporden (29241)          | 68. Rédené (29234)               |
| 69. Saint-Jean-Trolimon (29252)     | 70. Saint-Thurien (29269)    | 71. Saint-Yvy (29272)          | 72. Saint-Évarzec (29247)        |
| 73. Scaër (29274)                   | 74. Tourch (29281)           | 75. Treffiagat (29284)         | 76. Tréguennec (29292)           |
| 77. Trégunc (29293)                 | 78. Tréméoc (29296)          | 79. Tréméven (29297)           | 80. Tréogat (29298)              |
| 81. Île-Tudy (29085)                | 82. Île-de-Sein (29083)      |                                |                                  |